# Microphytanthe
Microphytanthe es un género con tres especies de orquídeas. Ha sido separado del género Dendrobium. 

## Descripción
Son orquídeas muy pequeñas epífitas originarias de las selvas montañosas tropicales de Nueva Guinea con pequeños pseudobulbos, ovalados o cilíndricos, de color rojizo a verde con una sola hoja, gruesa y carnosa, oblonga a oval y también inflorescencias terminales con flores relativamente grandes, carnosas y de larga vida.

## Sinonimia
- Han sido segregadas del género Dendrobium Sw. (1799) sect. Microphytanthe

## Taxonomía
Microphytanthe, fue descrito por Schlechter pero luego fue incorporado como Sección de Microphytanthe en el género Dendrobium, fue nuevamente rehabilitado en 1983 por Brieger.
El género cuenta actualmente con tres especies.
La especie tipo es Microphytanthe bulbophylloides.

## Especies
- Microphytanthe bulbophylloides (Schltr.) Brieger (1981)
- Microphytanthe nummularia (Schltr.) Brieger (1981)
- Microphytanthe prorepens (Schltr.) Rauschert (1983)